# El Mariachi
El Mariachi je film  Roberta Rodrigueza i prvi iz njegove Mariachi trilogije. Film je postigao veliki komercijalni i kritički uspjeh, koji je inspirirao novi val mladih producenata da počnu snimati niskobužetne neovisne filmove.
Sniman je na sjevernoj  meksičkoj granici u gradu Ciudad Acuna, Coahuila u cijelosti na  španjolskom. U filmu su nastupili glumci amateri, a budžet je iznosio samo 7 tisuća dolara. Prvotno je trebao biti objavljen za hispanoameričko tržište, a Rodriguez nije ni pomišljao da bi se mogao probiti na američko tržište. Direktorima studija Columbia Pictures film se toliko svidio da su otkupili prava na distribuciju u Americi. Doživio je veliki uspjeh pa je studio odlučio financirati drugi dio trilogije, Desperado i posljednji dio, Bilo jednom u Meksiku.

## Radnja
El Mariachi govori o nezaposlenom glazbeniku (umjetničkog imena Mariachi) koji putuje kroz Meksiko, tražeći posao. Sanja o tome da postane poznati mariachi kao što su prije njega bili njegov otac, djed i pradjed. Stiže u gradić na granici, Acuna, nadajući se da će pronaći posao u nekoj od lokalnih kantina i klubova. Ne pronalazi zaposlenje pa odlučuje uzeti sobu u hotelu dok bude tražio posao. Na njegovu žalost, Azul, odbjegli zatvorenik, traži osvetu protiv svog bivšeg partnera, zvanog Moco (skraćenica od "Maurice"), koji nije dao dao Azulu njegov dio od zajedničkog profita. Azul je likvidirao Mocove ljude koristeći oružje skriveno u kufer za gitaru. Grupa ubojica poslana je da ubiju Azula, ali zamjenjuju ga za El Mariachija. U samoobrani, El Mariachi ubija četiri Mocova čovjeka. Dok El Mariachi traži sklonište u baru kojeg vodi žena, Domino, zaljubljuje se u nju. Ona shvaća što mu se dogodilo te pokuša ispraviti stvar. U međuvremenu je El Mariachi zarobljen i odveden Mocou koji shvaća da imaju pogrešnog čovjeka te ga oslobađa. Azul, koji ne zna gdje se nalazi Mocova kuća, uzima Domino sa sobom. Domino pristaje u nadi da će spasiti El Mariachijev život. Nakon što su stigli, Azul se pretvara da je uzeo Domino kao taokinju kako bi ušao. Moco ubrzo shvaća da se Domino zaljubila u El Mariachija i, u bijesu, ubija nju i Azula. Iznenada, stiže El Mariachi i pronalazi ženu koju voli mrtvu. Moco ga pogađa u lijevu ruku, ostavljajući ga nesposobnog za sviranje gitare. Međutim, nakon što su ga prošli tuga i bijes, El Mariachi nabavlja oružje i ubija Mocoa, osvetivši se za smrt Domino. Nakon toga odlazi osvetiti se svima koje smatra odgovornima za njezinu smrt.

## Glumci
- Carlos Gallardo - El Mariachi
- Consuelo Gomez - Domino
- Peter Marquardt - Moco
- Reinol Martinez - Azul
- Jaime de Hoyos - Bigoton

## Zanimljivosti
- Rodriguez je skupio gotovo pola filmskog budžeta volontirajući na testiranju eksperimentalnog kliničkog lijeka u Teksasu.
- Zbog ograničenog budžeta, svaka je scena snimana samo jednom pa je ostalo nekoliko pogrešaka.
- Priča o produkciji El Mariachija inspirirala je Rodrigueza da napiše knjigu Rebel Without a Crew: Or How a 23-Year-Old Filmmaker With $7,000 Became a Hollywood Player.
- Film je sniman na nekoliko lokacija u Acuni, Coahuila. Uvodna scena u baru snimana je u Corona Clubu, a vanjske scene snimane su na ulici Hildago. Obračun je sniman ispred "Grada dječaka" u dijelu grada u kojem se nalaze javne kuće.
- Moco je bilo ime psa lika  Mickeyja Rourkea u filmu Bilo jednom u Meksiku.
- El Mariachi je prvi film iz trilogije koju još čine Desperado i Bilo jednom u Meksiku.

## Vanjske poveznice
- El Mariachi u internetskoj bazi filmova IMDb-a
- El Mariachi na Rotten Tomatoes